# Mosinee
La ville américaine de Mosinee est située dans le comté de Marathon, dans l’État du Wisconsin. Lors du recensement de 2010, sa population s’élevait à 3 988 habitants.

## Personnalités liées à la ville
- Cole Caufield, joueur de hockey sur glace des Canadiens de Montréal, né à Mosinee.

## Source
- (en) Cet article est partiellement ou en totalité issu de l’article de Wikipédia en anglais intitulé « Mosinee, Wisconsin » (voir la liste des auteurs).